# بكاريس أجمي
بكاريس أجمي (الاسم العلمي:Baccharis caespitosa) هو نوع من النباتات يتبع جنس البكاريس من الفصيلة النجمية.